# Jeg kommer igen i morgen
Jeg kommer igen i morgen er en eksperimentalfilm fra 1992 instrueret af Knud Vesterskov efter eget manuskript og med Morten Kirkskov i hovedrollen.

## Handling
Det er lang tid siden, du har sagt, at du elsker mig. Tror du, jeg når at komme hjem igen?